# Trần Thị Tùng
Trần Thị Tùng (chữ Hán: 陳氏松, ? - 1509), hay còn gọi Uy Mục Trần hoàng hậu (威穆陳皇后) theo sách sử, là Hoàng hậu duy nhất của hoàng đế Lê Uy Mục, vị quân chủ thứ 8 của triều đại nhà Lê sơ.
Theo thể chế hậu phi trước đó chưa từng lập Hoàng hậu, bà là vị Hoàng hậu đầu tiên được sắc phong của triều đại nhà Lê.

## Tiểu sử
Trần hoàng hậu có tên húy là Tùng (松), là con gái cả của một viên quản lĩnh họ Trần, dòng dõi cháu ngoại của hoàng tộc nhà Trần cũ (có nguồn cho là thuộc dòng dõi của Thượng thư Trần Văn Huy, 1410 - 1485), nhà ở trang Nhân Mục Môn, huyện Thanh Trì (nay là phường Quan Nhân, Quận Thanh Xuân, Hà Nội). Quản lĩnh họ Trần có hai con gái, con gái cả là Tùng, con gái thứ là Trúc (竹), nổi tiếng có nhan sắc.
Năm Đoan Khánh thứ 2 (1506), Trần Thị Tùng tiến cung, được lập làm Hoàng hậu. Bà sinh được một hoàng tử nhưng chết non, sau đó em gái bà là Trúc cũng tiến cung.
Thời Lê Uy Mục, ngoại thích hoành hành. Trong số đó có thế lực vùng Hoa Lăng của Nguyễn Kính phi, mẹ nuôi của Lê Uy Mục; thế lực vùng Nhân Mục của Trần hoàng hậu; thế lực vùng Phù Chẩn quê hương của phi tần Nguyễn Thị Cận, mẹ ruột của Lê Uy Mục. Ngược lại, Lê Uy Mục lại tiến hành bắt giam, giết chết các hoàng thất dòng họ Lê.
Năm Đoan Khánh thứ 5 (1509), Lê Uy Mục bị lật đổ và bị giết. Trần hoàng hậu trốn ra đến xã Hồng Mai (nay là khu Bạch Mai, Hà Nội), náu ở nhà dân một thời gian. Nhưng rồi lại chạy lên một ngôi chùa nhỏ. Sau có lẽ không thể thoát được, bà tự thắt cổ chết ở miếu chùa. Phe ngoại thích của Hoàng hậu cũng vì bị truy sát (gắn với sự kiện tàn sát nhầm người làng Hoà Mục hay Nhân Mục Tàn năm 1510) nên mới trốn chạy và đổi họ, cũng có người nổi dậy như Trần Tuân (vào khoảng năm 1510 - 1511) và Trần Cảo (vào năm 1516)